# リチャードソン隕石
リチャードソン隕石（リチャードソンいんせき、Richardton meteorite）は1918年6月30日にアメリカ合衆国ノースダコタ州に落下した隕石である。90kgの隕石が回収され、1960年になって「消滅核種」が発見された隕石である。
1918年6月30日の夜10時すぎに隕石の落下が目撃され、ノースダコタ州のRichardtonとMottの間の約15km×8kmの範囲で合計90kgの隕石が回収され、最大のものは8.2kgであった。H5コンドライトに分類される隕石である。
1960年にリチャードソン隕石にキセノン129の過剰が見出された。このキセノンの同位体は放射性核種のヨウ素129の崩壊によって生成されるもので、太陽系の原始惑星系円盤において129ヨウ素が存在したことを示している。これはいわゆる「消滅核種」が原始惑星系円盤に存在したことを示す最初のデータであった。今日ではさらに26Al、53Mn、60Feなどの多くの消滅核種が存在したことが知られている。
超新星爆発によって生成される消滅核種が存在した証拠は太陽や惑星の形成の理解に重要で、超新星爆発の衝撃波が太陽系星雲を圧縮して惑星を生成の始まりとなった可能性をも示している。